# Rover P5

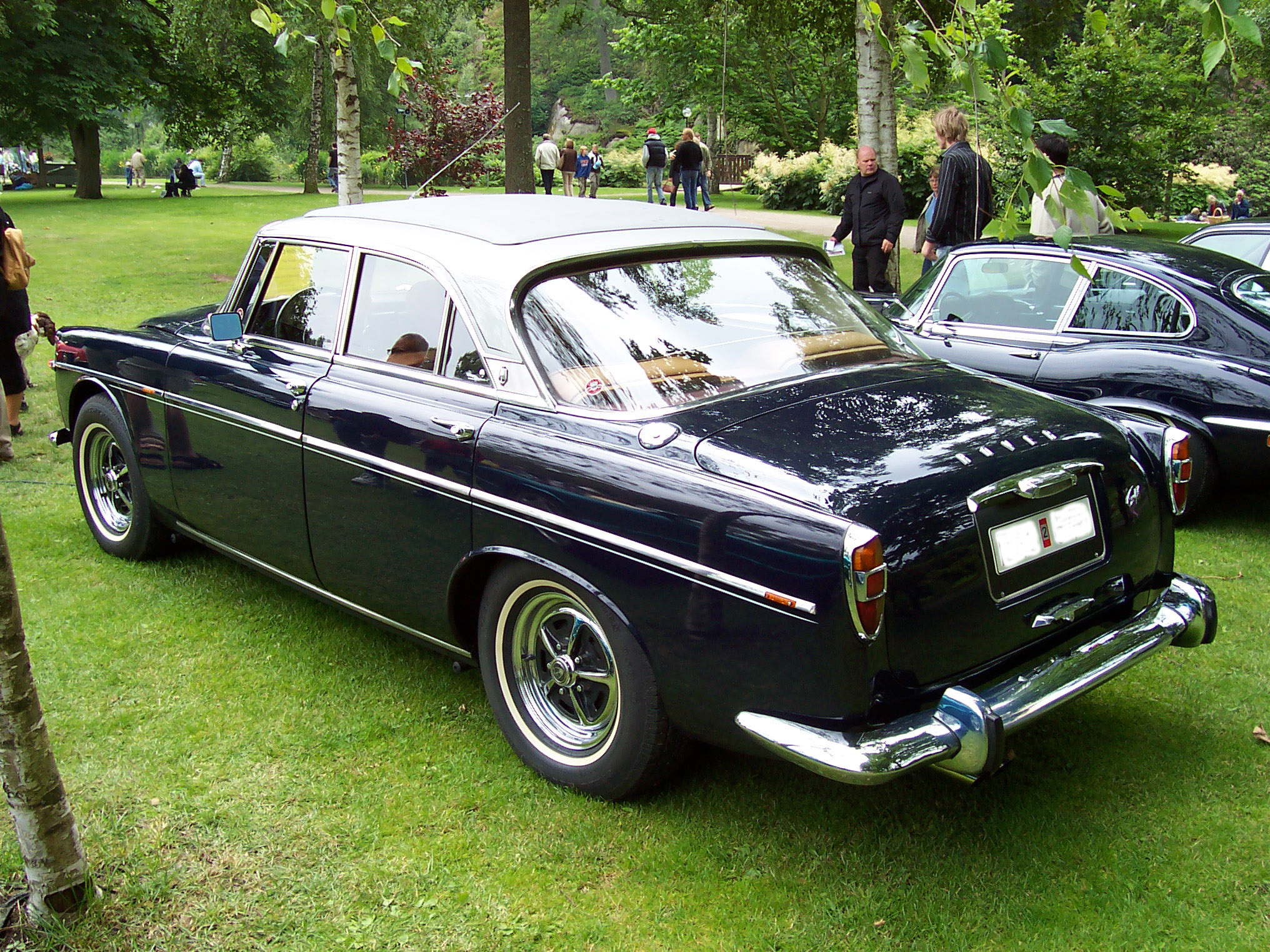
Rover P5 coupe

Rover P5 byl osobní automobil britské automobilky Rover, jenž se nejvíce proslavil funkcí hlavního britského vládního vozidla, kterou zastával od roku 1967 až do 80. let. Výroba byla ukončena v roce 1973. Vyrobeno bylo necelých 70 000 exemplářů. Jeho předchůdcem byl model P4, nástupcem model P6.
Díky svému modernímu, avšak důstojnému vzhledu si jej oblíbila většina složek státní moci a ještě šest let po ukončení výroby ho používala premiérka Margaret Thatcherová. Premiér Harold Wilson si dokonce nechal nainstalovat speciální popelník, který odpovídal tvarům jeho dýmky. Jeden exemplář dokonce vlastnila i královna. Říká se, že se stal jedním z nejoblíbenějších vozů, které ve Windsoru řídila. Po řadu let se stal neodmyslitelným pomocníkem při dopravě zpráv do parlamentu a Buckinghamského paláce. Důležitost vozu dokazuje i fakt, že část vyrobených vozů byla uschována k dalšímu použití a tak tyto vozy sloužily až do 80. let pro potřeby vysokých státních úředníků.
Rover P5 nahradil model P4, od kterého převzal 3,5 litrový motor s výkonem 134 koní. Nepříliš rychlý motor se zprvu nezdál jako velký problém, jelikož většina zákazníků počítala pouze s konejšivým pohodlím, ale v polovině 60. let se začaly vyskytovat negativní ohlasy. Proto se od roku 1966 začal montovat vidlicový osmiválec Buick s výkonem 184 koní a maximální rychlostí 175 km/h. Tyto modely s novým motorem se prodávaly pod označením P5B. Vůz se prodával ve variantě sedan nebo coupe. Interiér se vyznačoval přemírou luxusu. Přístrojová deska vyrobená z africké třešně, koberce a kůže téměř na všech ostatních plochách se ideálně hodily pro luxusní automobil, který byl také nazýván Rolls-Royce středních vrstev. Díky přijatelné ceně automobilka sotva stačila uspokojovat
poptávku, která až do konce výroby zůstala velmi vysoká.
- Motor: vidlicový osmiválec (od roku 1966)
- Výkon: 134 kW/ 184 koní (vidlicový osmiválec)
- Max. rychlost: 160-175 km/h
- Objem: 3588 cm³
- Převodovka: 3stupňová automatická
- Počet vyr. vozů: 20 000